# Blaps binominata
Blaps binominata – gatunek chrząszcza z rodziny czarnuchowatych i podrodziny Tenebrioninae.
Gatunek ten został opisany w 1914 roku przez Manuela Martíneza de la Escalerę. Klasyfikowany jest w grupie gatunków B. emondi, rozsiedlonej od Maroka, przez północną Algierię po Tunezję. Zgodnie z wynikami badań przeprowadzonych przez Condamine i współpracowników w 2013 roku zajmuje on pozycję siostrzaną do B. pinguis, a linie ewolucyjne tych gatunków rozeszły się około 6 mln lat temu, pod koniec miocenu.
Chrząszcz ten rozsiedlony jest od zachodniej części Atlasu Tellskiego po Melillę.